# 豐國
豐國是古代日本在設置令制國以前存在的一個地区，其領域位於九州東北部，相當於現在大分縣全境和福岡縣的東部地區。別稱豐州、二豐。
根據《豐後國風土記》記載，景行天皇遠征九州的時候，途經菟名手下屬的仲津郡時，有白鳥銜餅飛來，儘管當時處於冬季，芋草（里芋）依然生長地很茂盛。菟名手將此芋獻給天皇。景行天皇大喜，說道：「天之瑞物，土之豐草也。」因此將這個地方命名為「豐國」。
根據《古事記》產國部分的相關神話記載，在伊邪那岐和伊邪那美產下隱伎之三子島之後，隨後產下了筑紫島（九州島）。此島有胴體一個，顏面四個，分別為白日別（筑紫國）、豐日別（豐國）、建日向日豐久士比泥別（肥國）和建日別（熊曾國）。
528年，筑紫國造磐井曾將豐國置於自己統治之下，並舉兵反抗大和王權統治。然而最終被繼體天皇發兵鎮壓。7世紀末期，日本從中國導入律令制以後，文武天皇將豐國劃分為豐前國和豐後國兩個令制國。